# Ali ibn Sa’id
Ali I ibn Sa’id al-Busa’idi (arab. علي بن سعيد البوسعيد, ʿAlī ibn Saʿīd al-Būsaʿīdī; ur. przed 24 września 1854 w Maskacie, zm. 5 marca 1893 w Stone Town) – piąty sułtan Zanzibaru od 13 lutego 1890 roku aż do swojej śmierci.

## Życiorys
Był dziewiętnastym dzieckiem i piętnastym synem (z 37 potomstwa) sułtana Omanu i Zanzibaru, Sa’ida ibn Sultana. Po jego śmierci państwo podzielone zostało na 2 części pomiędzy dwóch synów. Wskutek walk rządzący sułtanatami zmieniali się szybko, co dawało relatywnie dalekiemu w kolejce do tronu Alemu szanse na zostanie władcą. W 1890 został odznaczony Orderem Gwiazdy Indii, jednak ceną za to było przyjęcie protektoratu brytyjskiego nad Zanzibarem, sąsiednimi wyspami i częścią wybrzeża, a niemieckiego nad Tanganiką (na mocy traktatu Heligoland-Zanzibar). Rok później pozwolił na zmianę sposobu zarządzania i pozwolił mianować brytyjskiego ministra na stanowisko premiera. W 1892 Włosi zmusili go, by wydzierżawił im posiadane miasta na somalijskim wybrzeżu: Mogadiszu, Warshiikh, Markę i Baraawe, które potem weszły w skład Somali Włoskiego. Został zastąpiony przez swego siostrzeńca, Hamada ibn Suwajniego.

## Życie prywatne
Miał z małżeństwa cztery córki i syna:
- Alijję bint Ali
- Nunu bint Ali
- Ghalijję bint Ali
- Szarifę bint Ali
- Sa’ida ibn Alego